# Женски кондом
Женски кондом, који се назива и интерни кондом, је уређај за контролу рађања (контрацепција) који делује као препрека да сперма не уђе у материцу. Штити од трудноће, као и од полно преносивих инфекција. 

## Опис
Женски презерватив је мекана торбица за везивање са прстеном на сваком крају. Један прстен уметнут је у вагину да држи женски кондом на месту. Прстен на отвореном крају кондома остаје изван вагине. Спољни прстен помаже да кондом остане на месту, а користи се и за уклањање. Женски кондом се може користити и током аналног секса. Само два женска кондома - женски кондом ФЦ1 и његова замена, женски кондом ФЦ2 - имају одобрење Управе за храну и лекове у САД. Женски кондом ФЦ1, израђен од пластике (полиуретан), више се не производи. Женски кондом ФЦ2 направљен је од синтетичког латекса - безбедног за оне који имају алергију на природни каучук - и претходно је подмазан мазивом на бази силикона.

## Кораци за коришћење
1. Отворити пакет и извадити женски кондом, пазећи да не дође до кидања. Пакетић се не сме отварати зубима. Размотати кондом.
2. Стиснути мањи прстен на затвореном крају кондома и ставити га у вагину.
3. Гурнути кондом прстима у вагину.
4. Неопходно је уверити се да велики прстен на отвореном крају кондома покрива подручје око отвора вагине.
5. Такође, неопходно је пазити да да пенис уђе у женски кондом, а не између кондома и бочне стране вагине.
6. После секса, женски кондом одмах уклонити лаганим извлачењем.
7. Велики прстен се може заврнути како би се спречило истицање сперме.[2]  - 1. Пажљиво извадити кондом из паковања.
  - 1. Размотати кондом
  - 2. Стиснути унутрашњи, ужи, прстен кондома.
  - 3. Гурнити прстима кондом у вагину.
  - 4. Наместити спољашњи прстен кондома.
  - 5. Кондом је спреман за секс.
  - 6. Након секса, извадити кондом увртањем док је спољашњи прстен притиснут прстима.
  - 7. Бацити кондом. Пре бацања се може и завезати, како сперма не би исцурела.

## Предности
- Женски кондоми пружају заштиту за оба партнера од сексуално преносивих болести, укључујући ХИВ .
- Када се користе на прави начин, представљају поуздан метод спречавања трудноће.
- Представља облик контрацепције који се користи само када се упражњава секс.
- Не проузрокују никакве озбиљне последице. [2]

## Мане
- Неки парови сматрају да стављање кондома прекида секс. Да би се то заобишло, могуће га је убацити унапред или се то поже учинити током предигре.
- Женски кондоми су врло јаки, али могу се поцепати ако се не користе правилно.
- Нису толико доступни као мушки кондоми и могу бити скупљи.[2]

## Како функционишу
Женски кондоми су  баријерна  метода контрацепције која се носи у вагини. Они спречавају трудноћу заустављањем сперме која се састаје са јајетом. Женски кондом се може ставити у вагину пре секса, али је потребно припазити да пенис не дође у контакт са вагином пре него што је кондом стављен. Сперма још увек може изаћи из пениса и пре него што је човек доживео оргазам (потпуна ејакулација).
Када се правилно користе, кондоми су једина метода контрацепције која штити и од трудноће и од полно преносивих болести.

## Шта их може учинити мање ефективним
Сперма понекад може ући у вагину током секса, чак и када користи женски кондом.
Ово се може десити уколико: 
- Пенис додирне подручје око вагине пре него што се стави женски кондом.
- Женски кондом се превише гура у вагину.
- Пенис случајно улази између бокова вагине и кондома.
- Кондом се оштети оштрим ноктима или накитом.
- Уколико постоји помисао да је сперма ушла у вагину, хитна контрацепција ће можда бити неопходна. Хитна контрацепција се може практиковати до 5 дана након незаштићеног секса.[2]